# Péninsule Ministikawatin
La péninsule Ministikawatin est une péninsule à la frontière entre l'Ontario et le Québec, au Canada. Elle est bordée au nord par la baie James, à l'est par la baie de Rupert et à l'ouest par la baie Hannah. Son nom signifiant « île du nord » en langue crie est composé des mots ministik (île) et kawatin (nord).

## Géographie

### Localisation
La péninsule se trouve au sud de la baie James. Elle est longue d'au moins une cinquantaine de kilomètres et large d'une quarantaine. Elle doit sa forme aux deux baies qui l'enserre à l'est (Rupert) et à l'ouest (Hannah). Plusieurs affluents de la baie James se déversent dans ces deux baies, dont la rivière Nottaway et la rivière Kesagami.
Parmi les éléments géographiques découpant le pourtour de la péninsule, on retrouve :
- Pointe de la Fougère Rouge (51° 39′ 21″ N, 79° 21′ 32″ O)[2] ;
- Pointe Saouayane (51° 39′ 44″ N, 79° 18′ 41″ O)[3] ;
- Pointe Mésaconane (51° 32′ 11″ N, 79° 33′ 02″ O)[4] ;
- Pointe de la Consolation (51° 38′ 31″ N, 79° 13′ 36″ O)[5] ;
- Pointe à l'Ours Noir (51° 31′ 53″ N, 79° 05′ 48″ O)[6] ;
- Pointe Est (51° 20′ 45″ N, 79° 44′ 12″ O )[7] ;
- Baie Chiyask (51° 29′ 40″ N, 79° 31′ 16″ O)[8] ;
- Baie Cabbage Willows (51° 33′ 03″ N, 79° 13′ 57″ O)[9] ;

### Hydrographie
Faisant partie des basses-terres de la baie d'Hudson, son élévation dépasse rarement les 45 m. La péninsule est entièrement constituée de milieux humides formés à la suite du rebond post-glaciaire. On y retrouve de nombreux marais et cours d'eau comme les rivières Novide, la Octave, la Iscouistic, la Missisicabi, la petite Missisicabi et Piscapecassy.

## Administration
La péninsule constitue l'aboutissement de la frontière occidentale entre l'Ontario et le Québec (79e méridien ouest, 30 minutes). La frontière divise administrativement la péninsule en deux. Du côté québécois, la péninsule est englobée dans le territoire d'Eeyou Istchee Baie-James tandis que du côté ontarien, elle fait partie du district de Cochrane. La localité la plus proche est Waskaganish.

## Environnement
Aucune activité d'exploration ou d’exploitation des ressources naturelles n'est permise sur l'ensemble de la péninsule du côté québécois. 894,9 km2 sont inclus dans une réserve de biodiversité projetée et 1 331 km2 dans une réserve de territoire aux fins d'aire protégée,.
Du côté ontarien, le refuge d'oiseaux de la Baie Hannah s'étend sur 252,18 km2.